# Tesla Batteries
Tesla Batteries, akciová společnost, je česká společnost zabývající se prodejem přenosných baterií pro akumulaci energie a zdrojů elektrické energie.

## Historie
V roce 2015 přišla na trh první primární baterie pod obchodním názvem "Tesla Batteries".

## Produkty
Tesla Batteries vyrábí baterie v mnoha běžných velikostech:
- AA (tzv. tužková baterie)
- AAA (tzv. mikrotužková baterie)
- C (tzv. malý buřt)
- D (tzv. velký buřt)
- 4,5V
- 9V
- Knoflíkové baterie
- Baterie do naslouchátek

Většina velikostí baterií se vyrábí v několika produktových řadách – například v dobíjecích (rechargable) variantách nebo ve speciální variantě s dlouhou životností (long-life).
Tesla Batteries vyrábí lithiové baterie, alkalické články, zinko-uhlíkové články a dobíjecí nikl-metal hydridové články s dlouhou životností.
Svým zpracováním a množstvím druhů tak výrobky Tesla Batteries mají široké spektrum využití – od různých elektronických přístrojů v domácnosti až po specializované zdravotnické přístroje. 